# 물푸레나무
물푸레나무(chinese ash)는 물푸레나무과의 잎지는 넓은잎 큰키나무이다. 한국·중국 등지에 분포한다.

## 생태
보통 떨기나무 모양이며, 산지에서 흔히 자란다. 잎은 마주나고 기수 1회 우상복엽이다. 작은잎은 5~7개이고 난형 또는 피침형이며 가장자리에 톱니가 있고 뒷면 맥 위에 털이 있다. 꽃은 5월에 피고 2가화이지만 양성화도 있으며, 새 가지에서 자란 원추꽃차례에 달린다. 수꽃은 2개씩의 수술과 꽃받침 조각이 있고, 암꽃은 2~4개씩의 꽃받침조각·수술·암술이 있다. 열매는 시과이며 길이 2~4 센티미터이다.

## 쓰임새
목재는 운동기구재·가구재 등으로 이용되고 농기구의 자루와 악기를 만들 때에도 사용되었다. 소의 코뚜레를 만들어 사용하였다. 벼루를 만들 정도로 단단하여 석단이라고 부르며, 선비들이 여행할 때 무거운 돌로 만든 벼루보다 석단으로 만든 벼루를 휴대하였다고 한다. 물푸레나무를 달인 물로 먹을 갈아 쓰면 오래동안 보존이 된다고 알려져 있다. 또한 이 나무를 태운 재를 물에 풀어 염료로 사용하면 푸르스름한 잿빛 물이 드는데 승려의 옷을 만드는데 사용하였다.

### 효능
껍질은 진피라고 하며, 한방에서 약재로 사용한다. 호흡기·비뇨기·순환계 질환에 효과적이다. 열을 내려주고 천식과 해수를 멎게 하며 결막염 등 눈병 치료에 쓰인다. 대하, 자궁 및 장출혈, 대장염, 습열설사, 이질, 기관지염, 위염을 다스린다.

## 사진

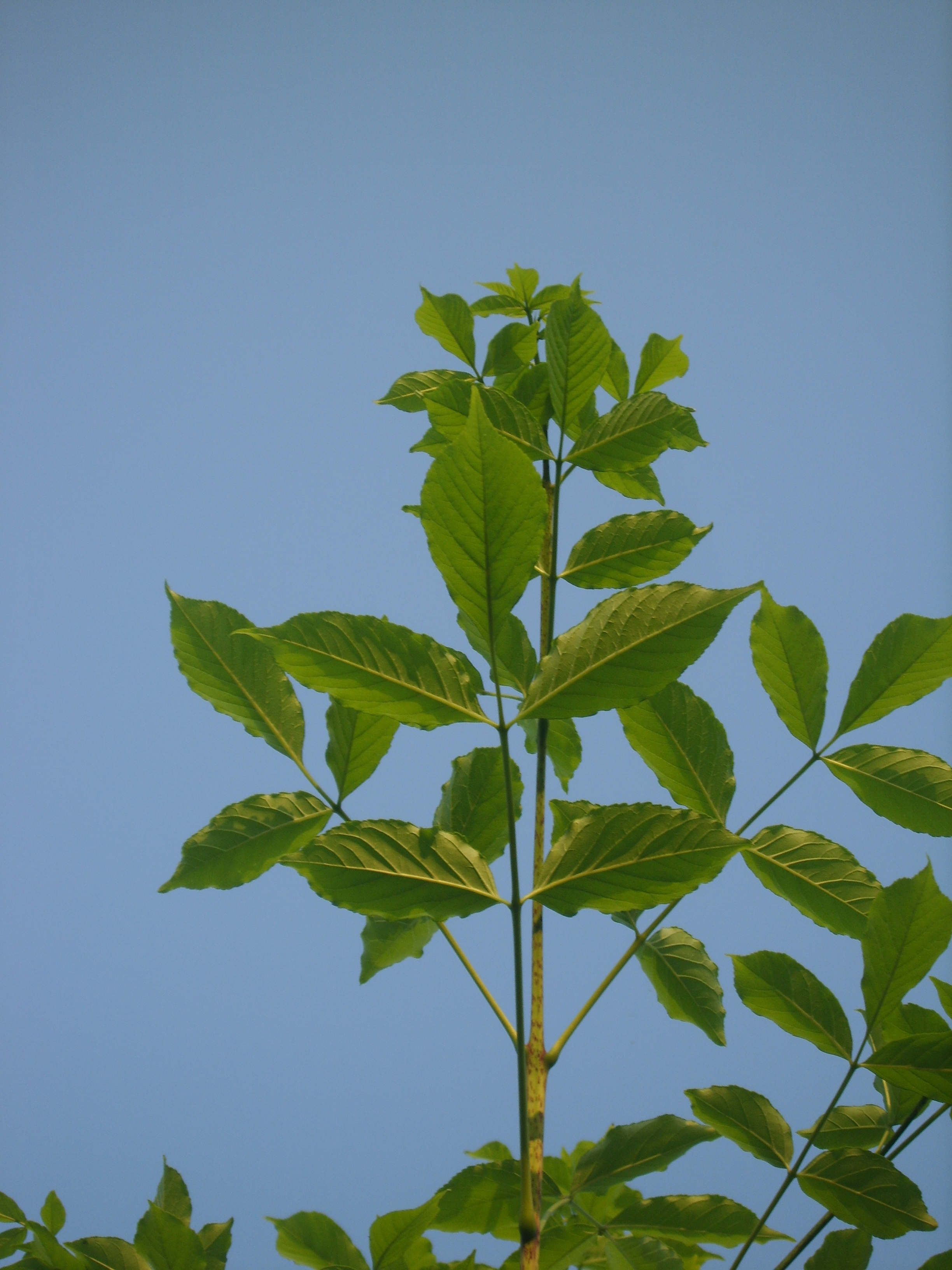
잎 뒷면
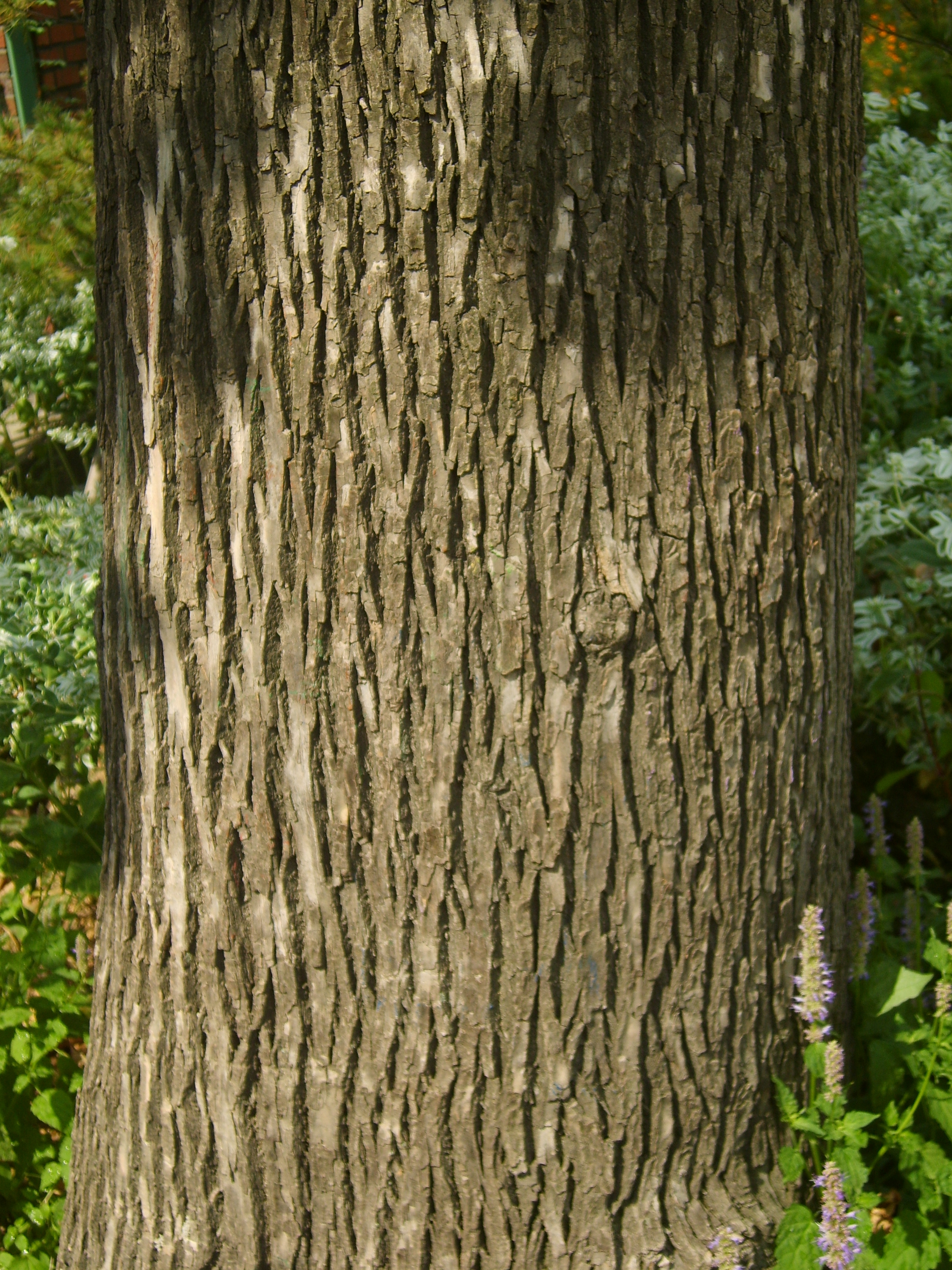
줄기

## 전해오는 이야기
경기도 강화군 교동면의 고구리에 있는 물푸레나무는 400년 수령의 보호수다. 천년목이 아니어도 물푸레나무는 신령스런 숲의 주인이다. 한국 땅에서는 물푸레나무가 당산나무로 모셔지는 경우가 드물지만 북유럽 신화의 위그드라실 물푸레나무는 '하늘과 땅, 지구의 중심까지 삼계를 이어주는 우주목'이다. 북유럽 신화에서는 주신인 오딘까지도 물푸레나무에게 지혜를 얻어가곤 했다고 전해진다.
서울시 동대문구 전농4동 물푸레나무는 6.25 때 그 근처로 피신한 사람이 모두 살아 남아 ‘수호신 나무’로 불린다.

## 참고 문헌
- 이 문서에는 다음커뮤니케이션(현 카카오)에서 GFDL 또는 CC-SA 라이선스로 배포한 글로벌 세계대백과사전의 내용을 기초로 작성된 글이 포함되어 있습니다.